# 陈庆炎
陈庆炎博士 DUT（一级） GCB（1940年2月7日—），新加坡政治人物、第七任总统。出生于新加坡，祖籍中国福建省厦门市马垄村。曾任新加坡国会议员和公职长达26年；历任教育部长、贸易及工业部长、财政部长、卫生部长、国防及安全统筹部长、新加坡副总理等政府要职。前任新加坡国家科研基金会主席、创新及创业理事会副主席、报业控股集团董事会主席等职务。育有三子一女。
当年李光耀考虑交棒总理一职时，陈庆炎是当时首选，吴作栋為第二，王鼎昌乃第三，林子安是第四。惟于1990年李光耀决定交棒后，全体内阁成员投票决定，由吴作栋接任总理。

## 早年生涯
陈庆炎曾就读英华学校、圣伯特理中学校和圣若瑟书院。身为政府奖学金的得奖者，陈在新加坡大学（今新加坡国立大学）获得物理一等荣誉学位，得到全班第一，从新加坡大学毕业。 身为亚洲基金会的状元，他就读美国麻省理工学院，在运筹学方面获得理学硕士学位。他后来在澳大利亚阿德莱德大学，在应用数学方面获得哲学博士学位，到新加坡大学讲授数学。
1969年，陈离开新加坡大学，开始银行事业，在华侨银行升至总经理，1979年离开银行投身政治生涯。1980年至1981年，陈是新加坡国立大学（国大）第一任校长。
2005年，陈获颁国大杰出校友奖，以表扬他在新加坡大学界扮演有远见的建筑师的角色。2010年，他在新加坡澳大利亚校友会55周年纪念晚宴，以表扬他辉煌的职业生涯，以及他对社会和澳大利亚校友社会的重大贡献。

## 內閣時期
1979年，陈庆炎當選新加坡国会议员（三巴旺选区），同年被任命為教育部政务次长，次年，擔任教育部長（1980年至1981年及1985年至1991年），正式成為內閣成員；爾後歷任贸工部长（1981年至1986年）、财政部长（1983年至1985年）和卫生部长（1985年至1986年）。1980年代，陈庆炎主張削減中央公積金，但時任總理的李光耀表示，除非有經濟危機，否則不會允許；1984年新加坡大選前三個月，執政黨中執委，除了李光耀以外，進行了一次大換血，同時由享有「新加坡經濟發展之父」美譽的吳慶瑞過渡領導。
1984年大選前，李光耀與吳慶瑞嘗試在新加坡推動了優生學的人口控制政策，包括在分配小学名额时对母亲受教育程度较高的孩子进行优先分配。
然而，在回應人民對公共政策的批評和不滿的期間，并经历了人民行动党独立以来得票率最低的一次大選過後，陈庆炎作為新任的教育部長，表示將取消這項計畫中的政策，1985年5月內閣根據陈庆炎的建議，宣佈取消這項政策。

### 返回內閣
王鼎昌和李顯龍先後於1992和93年被診斷罹患癌症後，陈庆炎被要求回到內閣，前後擔任副總理（1995年至2005年）和國防部長（1995年至2003年）。
2003年8月，他成為國防和安全統籌部長，同時保留了副總理職位。後來，他說服了國家發展部部長馬寶山放棄清拆位于他的選區三巴旺、被譽為“新加坡最後的甘榜清真寺”的“三巴旺马来居民回教堂”計劃，該清真寺後來被指定為文物古蹟。

### 離開公職
2005年9月1日，陈庆炎辭去副總理兼國防部長。他從內閣退休後，成為了國家研究基金會主席及創新及創業理事會副主席。他也是新加坡政府投資公司執行董事，新加坡報業控股有限公司董事会主席。

## 新加坡总统
纳丹连任两届新加坡总统任期即将结束后，陈庆炎同医生议员陈清木、总英康保险合作社总裁陈钦亮和原高级公务员陈如斯共四人参选。本次总统选举于8月27日举行，共有227万合法选民计781处投票点。当天参加投票的选民数为215万3,014名，占总选民人数的94.65％，废票率仅1.76％。8月28日选举结果揭晓，陈庆炎仅以0.34%（7,269票）的微差优势领先陈清木，当选为第七任新加坡总统。他于9月1日宣誓就职。
根据2016年的总统制度改革，2017年新加坡总统选举将保留给巫來由裔人士参选，陈庆炎因此无法参加该次选举，也无法连任。2017年9月1日，陈庆炎正式卸任。

## 個人生活
陈庆炎1964年与徐美娟（英语：Mary Chee Bee Kiang）结婚。他们育有四个孩子：3儿1女。陈目前居住在摩棉-加冷集选区。

## 荣誉

### 新加坡勋章奖章
- 淡马锡勋章（一级）（2018年颁发[16]）

### 外国勋章奖章
- 巴斯爵级大司令勋章（英国，2014年颁发[17]）：对英国进行国事访问。